# Pedro Marieluz Garcés
Pedro Marieluz Garcés ou Pedro Marielux (Tarma, Peru, 1780 – 23 de setembro de 1825, El Callao), presbítero, mártir do segredo da confissão.
Entrou para a Ordem dos Camilianos, tendo sido ordenado sacerdote em 1805. Desde 1821 foi capelão militar para os soldados do governador espanhol José Ramón Rodil y Campillo. Em 23 de setembro 1825 ouviu a confissão de treze conspiradores condenados à morte por Rodil e por sua recusa em divulgar o que lhe fora dito em confissão ele foi fuzilado por o captião Iturrade por ordem de Rodil.